# Phlogiston
Phlogiston (altgriechisch φλόγιστον, Neutrum von φλογιστός phlogistós, deutsch ‚verbrannt‘) war eine von Georg Ernst Stahl (1659–1734) eingeführte hypothetische Substanz, von der man im späten 17. und im 18. Jahrhundert vermutete, dass sie allen brennbaren Körpern bei der Verbrennung entweicht sowie bei Erwärmung in sie eindringt. Die Phlogistontheorie war bei der Deutung von Reduktions- und Oxidationsvorgängen und dem unterschiedlichen Potenzial verschiedener Verbindungen (in moderner Sichtweise ihr Redoxpotential) hierfür von Bedeutung und aus Sicht der Zeitgenossen erfolgreich. In den 1770er Jahren erschienen erste Widerlegungen, und man begann, die Rolle des Sauerstoffs bei Verbrennungsvorgängen näher zu beschreiben und zu quantifizieren. Die Phlogistontheorie, die von etwa 1700 bis 1775 die vorherrschende chemische Lehre war, wird daher seit der Entdeckung des Sauerstoffs zu den wissenschaftlichen Irrtümern gezählt und als überholtes wissenschaftliches Paradigma ihrer Zeit gesehen.

## Die Phlogistontheorie

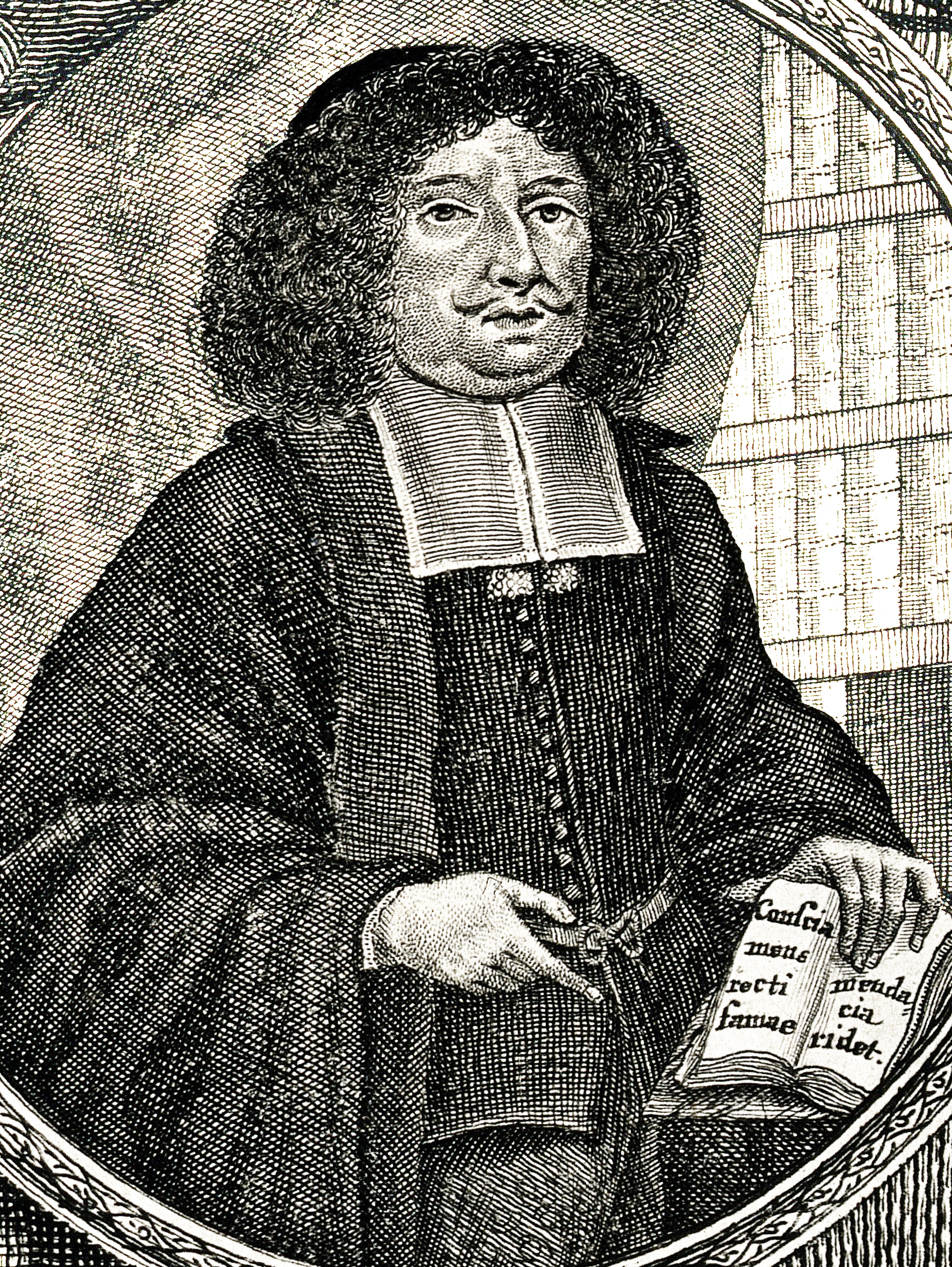
Johann Joachim Becher (1635–1682). Kupferstich, vermutlich um 1675 entstanden

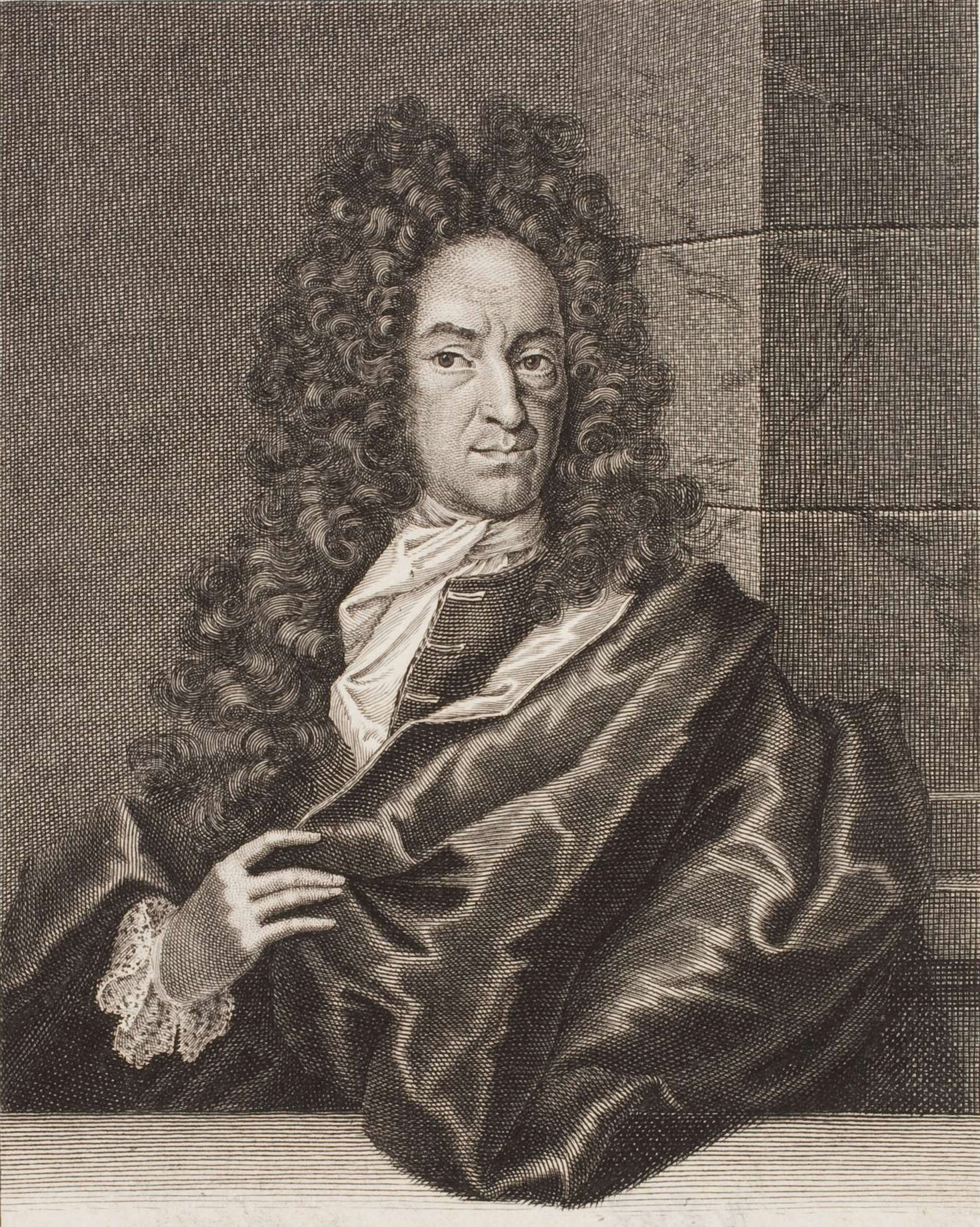
Georg Ernst Stahl (1659–1734), Kupferstich

Stahl ging bei seiner Phlogistontheorie von Arbeiten des Chemikers Johann Joachim Becher (1635–1682) aus, der sich seinerseits auf die Lehren des Arztes und Naturwissenschaftlers Daniel Sennert (1572–1637) bezog. In Bechers Werk Physica Subterranea (1669) gibt es zwei eigentliche Elemente, Wasser und Erde, wobei letztere das eigentlich wirkende Prinzip ist. Er teilt sie ein in
- terra fluida oder merkuralische Erde, die den Stoffen Flüssigkeit, Feinheit, Flüchtigkeit und metallische Eigenschaften verleiht,
- terra pinguis oder fettige Erde; diese entspricht der öligen Flüssigkeit der Alchemisten, die den Substanzen ölige, schweflige und brennbare Eigenschaft verleiht, und
- terra lapidea oder glasartige Erde, die für das Prinzip der Schmelzbarkeit steht und in der Praxis zum Beispiel bei den Schlacke-Rückständen in den Glas- und Metallhütten anfällt.

Luft hatte bei der Bildung der Mineralien danach keinen Anteil. Diese drei Erden übernahmen eine ähnliche Rolle wie die drei paracelsischen alchemistischen Prinzipien: die terra fluida für das Quecksilber (Mercurius, Prinzip der Flüchtigkeit), die terra pinguis für den Schwefel (Prinzip der Brennbarkeit, Sulfur) und die terra lapidea für das Salz (Prinzip der Festigkeit). Stahl (Zymotechnica fundamentalis 1697) ersetzte nunmehr das Schwefelprinzip durch das Phlogiston: Alle brennbaren Körper würden Phlogiston enthalten und bei der Verbrennung erfolge eine Zerlegung in Phlogiston, welches flüchtig sei und entweiche, und den zurückbleibenden, phlogistonfreien und unbrennbaren Teil, die Asche. Auch die Oxidation von reinen Metallen (Bildung von sogenannten Metallkalken), die Gärung von organischen Stoffen, die Verwesung von Pflanzen und Tieren wurde nach Stahl durch das Entweichen von Phlogiston erklärt. Chemiker hatten beobachtet, dass Kohle oder Schwefel rückstandslos verbrannten. Diese Stoffe enthielten nach damaliger Vorstellung sehr viel Phlogiston. Andere Stoffe wie die Metalle Kupfer, Zinn, Zink wandelten sich in erdige, salzige Stoffe um. Dadurch lag der Schluss nahe, dass diese Stoffe weniger Phlogiston enthielten. Je nach Schnelligkeit und Stärke der Umwandlung in salzartige Stoffe waren die Metalle unterschiedlich edel. Nur Gold und teilweise Silber blieben bei Einsatz aller Chemikalien unverändert, sie enthielten mithin wenig oder kein Phlogiston, sie waren aus der Sicht damaliger Chemiker edel und unveränderbar. Durch Erhitzen mit Kohle konnte man dem Metall das Phlogiston wieder zuführen, die Metalle wurden dabei mit Phlogiston wiederbelebt (aus heutiger Sicht reduziert).

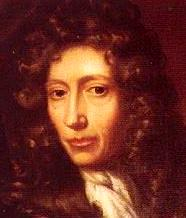
Robert Boyle (1626–1692)

Grundsätzlich war Stahl ein Anhänger der Atomlehre wie Robert Boyle. Im Gegensatz zu Boyle sah er aber die Atome verschiedenen Elementen oder Prinzipien zugeordnet. Genau bestimmte er diese noch nicht, doch rechnete er das Phlogiston dazu und manchmal auch einige Erden (Metalloxide). Diese bildeten einerseits chemische Verbindungen, die er Mixtum nannte (zum Beispiel Schwefel oder Metalle nach Stahl), aus diesen Mixta zusammengesetzte Stoffe, die er Compositum nannte (zum Beispiel Quecksilbersulfid), und aus Composita zusammengesetzte Decomposita, wozu er die Mineralien zählte. Die Eigenschaften der Teile übertrugen sich nicht auf die der Verbindungen; so enthielten Metalle Phlogiston, waren aber selbst nicht brennbar.

## Stärken und Grenzen der Theorie
Der Einfluss dieser Theorie war im 18. Jahrhundert sehr groß, weil mit ihrer Hilfe Oxidations-Reduktionsreaktionen, Säuren, Basen und Salze systematisch untersucht werden konnten. Bestimmte Stoffe wie Schwefel und Phosphor verbrannten zu Gasen, die sich in Wasser sauer lösten. Andere Salze der Natur (gebrannter Kalk, Metallkalke, also Metalloxide) reagierten mit Wasser basisch. Mit Lackmus konnten Säuren und Basen nachgewiesen werden. Vereinigte man solche entgegengesetzte Stoffe wie Säuren und Basen, so entstanden neutrale Salze. Mit Hilfe der Phlogistontheorie ließen sich die Säuren (Phosphor, Schwefel) und Basen (Metallkalke) aus bestimmten Stoffgruppen besser systematisieren. Zugleich bewahrte die Phlogistontheorie alte alchemistische Vorstellungen über die vier Urelemente (Erde, Wasser, Luft, Feuer) nach Empedokles oder die drei Prinzipien von Paracelsus. Nach der reinen Phlogistontheorie – es gab im Lauf der Zeit eine ganze Reihe Modifikationen – gab es nur Stoffe, die viel oder wenig Phlogiston enthielten. Es gab keine Elemente im heutigen Sinne, sondern alles waren zusammengesetzte Stoffe mit viel oder wenig Phlogiston – nur Phlogiston war nach Stahl ein grundlegendes Element. Hinzu kamen die alchemistischen Prinzipien Quecksilber (flüssig, metallglänzend) und Schwefel (brennbar).
Robert Boyle hatte bereits in seinem Buch The Sceptical Chemist aus dem Jahr 1661 im 6. Abschnitt die Elementvorstellung anders formuliert und im Gegensatz zur Phlogistontheorie eine klarere Vorstellung vom chemischen Element entwickelt.
Zudem war es im 18. Jahrhundert möglich, mit der Phlogiston-Theorie viele damals bekannte Phänomene der Chemie zu beschreiben. So erklärte diese Theorie den Befund, dass in abgeschlossenen Gefäßen Kerzen nach einiger Zeit erlöschen. Luft sollte danach nur eine bestimmte Menge aus der Kerze entweichendes Phlogiston aufnehmen können. Auch die Erkenntnis, dass ein Teil der Luft (nach späterer Erkenntnis der Sauerstoff) die Verbrennung länger unterhalten kann, wurde von Joseph Priestley anfangs damit erklärt, dass dieser Teil dephlogistierte Luft sei, die somit mehr Phlogiston aufnehmen könne.
Die Realität von Phlogiston schien in dieser Zeit bewiesen; so gab es wenige Versuche, die Abläufe anders zu erklären, denn mit der Annahme des Phlogistons schien alles erklärbar zu sein. Man hatte in dieser Periode der naturwissenschaftlichen Forschung nicht den Anspruch der restlosen Aufklärungsarbeit aller Detailkenntnisse und war durch die teilweise subjektiven Beobachtungsmöglichkeiten eingeschränkt. In der Absicht ganzheitlicher Erklärungsversuche blieben die Naturwissenschaften dabei, „sittlich schöne“ mit den älteren weltanschaulichen Ansichten zur Natur zu verbinden. Selbst Forscher wie Joseph Priestley, die den inneren Widerspruch zur Phlogistontheorie erkannten, verblieben bei ihren Erklärungsversuchen auf dieser Theorie.
Carl Wilhelm Scheele beschreibt in seinem im Jahre 1777 erschienenen Buch Chemische Abhandlung von der Luft und dem Feuer einen die Verbrennung fördernden Anteil der Luft und nennt diesen Feuerluft (Sauerstoff). Auch gibt er mehrere Möglichkeiten an, wie diese Feuerluft hergestellt werden konnte, beispielsweise durch das Erhitzen von Braunstein (Mangandioxid) mit konzentrierter Schwefelsäure (H2SO4). Der Zeit gemäß interpretierte er diese Vorgänge im Rahmen der Phlogistontheorie.
Die Verbrennung organischer Stoffe verläuft (ohne die damals noch unbekannten gasförmigen Reaktionsprodukte) meist unter Gewichtsverlust. Nach der Phlogistontheorie soll dabei das vorher von den Pflanzen aufgenommene Phlogiston wieder abgegeben werden. Gleiche Erklärungen sind auch für einige Nichtmetalle – wie Phosphor oder Schwefel – möglich. Bei Metallen gab es Probleme, da diese im Allgemeinen feste Oxide bilden und somit beim Verbrennen schwerer werden. Die von Boyle unternommenen Versuche wurden jedoch dadurch entkräftet, dass es auf das spezifische Gewicht und nicht auf das absolute Gewicht ankomme. Im Übrigen waren im 18. Jahrhundert die experimentellen Möglichkeiten beschränkt, so dass viele Chemiker auf Grund des unbeobachteten Verdampfens eines Teils des Oxides von Gewichtsabnahmen berichteten. Die Reduktion von Metalloxiden mit Kohle zu Metallen ist durch die Aufnahme von Phlogiston aus der Kohle widerspruchslos erklärt worden.
Im Zuge der Entdeckung gasförmiger Verbindungen und mit dem Einsatz genauerer Messmethoden wurden zunehmend Probleme und Irrtümer dieser Theorie deutlich. Insbesondere fehlte eine schlüssige Erklärung für die Gewichtszunahme bei Verbrennungen von Metallen. Um die Theorie zu retten, versuchten Befürworter, dem Phlogiston Eigenschaften zuzuschreiben wie eine negative Masse (so einer der letzten Verteidiger der Lehre Friedrich Albrecht Carl Gren) (vergleiche auch Massenwirkungsgesetz). Ein großes Problem war auch, dass es nicht gelang, das Phlogiston direkt nachzuweisen. So wurde bei der weiteren Entwicklung der Chemie im 18. Jahrhundert der damals entdeckte Wasserstoff teilweise für Phlogiston gehalten, unter anderem von dessen Entdecker Henry Cavendish, oder auch die Elektrizität (Giambatista Beccaria), ausgehend von dessen Beobachtung der Reduktion von Metallkalken durch elektrische Entladungen.
Endgültig widerlegt wurde die Theorie erst 1785 von Antoine Lavoisier, der zeigen konnte, dass alle Verbrennungsphänomene ohne Einsatz von außergewöhnlichen Annahmen mit seiner Oxidationstheorie und durch das Gas Sauerstoff erklärt werden konnten. Die letzte starke Hypothese der Phlogiston-Theorie, die Erklärung der Wasserstoffentstehung bei Reaktion von Metallen mit Säuren, konnte von ihm durch die Erkenntnis, dass Wasser eine Verbindung von Sauerstoff und Wasserstoff ist, entkräftet werden. Lavoisier organisierte eine systematische Kampagne gegen die Phlogistonlehre, die er in seinen Reflexions sur la phlogistique von 1786 programmatisch kritisierte, sowie in seinem Lehrbuch der Chemie. Lavoisiers Lehre wurde auch als „antiphlogistische Chemie“ bekannt, ein Wort, das Richard Kirwan 1787 prägte, einer der letzten großen Phlogistonanhänger (er kapitulierte schließlich wie auch andere bekannte Phlogiston-Anhänger wie Joseph Black).
Letzte noch mögliche Erklärungsversuche des Phlogistons als „Wärmestoff“ (den auch Lavoisier unabhängig von der Phlogistonlehre noch für real hielt) konnten 1798 von Benjamin Thompson zugunsten der Theorie von der Bewegung der Teilchen widerlegt werden. Er ließ in Kanonenrohren stumpfe Stahlbohrer laufen. Die Rohre wurden immer wieder aufs Neue heiß und das angeblich vorhandene Phlogiston durch Wasser abgeführt. Die Wärme konnte also nicht durch einen in den Rohren vorhandenen erschöpflichen Stoff hervorgerufen worden sein.

## Die wichtigen Auswirkungen dieser Theorie
Obgleich die Theorie die Verhältnisse nach heutiger Kenntnis umkehrte, konnte mit dieser Deutung in jener Periode der Wissenschaftsgeschichte vieles besser erklärt und systematisiert werden.
- Die Phlogistontheorie konnte ausreichend die Oxidations- und Reduktionsprozesse verständlich machen.
- Sie regte dazu an, das „feinst verteilte“ Phlogiston aufzufangen und zu untersuchen und die Gaseigenschaften zu verstehen.[10]
- Die Theorie ermöglichte eine Systematisierung von Stoffgruppen, die Säuren und Basen bilden.

Wissenschaftler, die sich mit dem Phlogiston auseinandersetzten
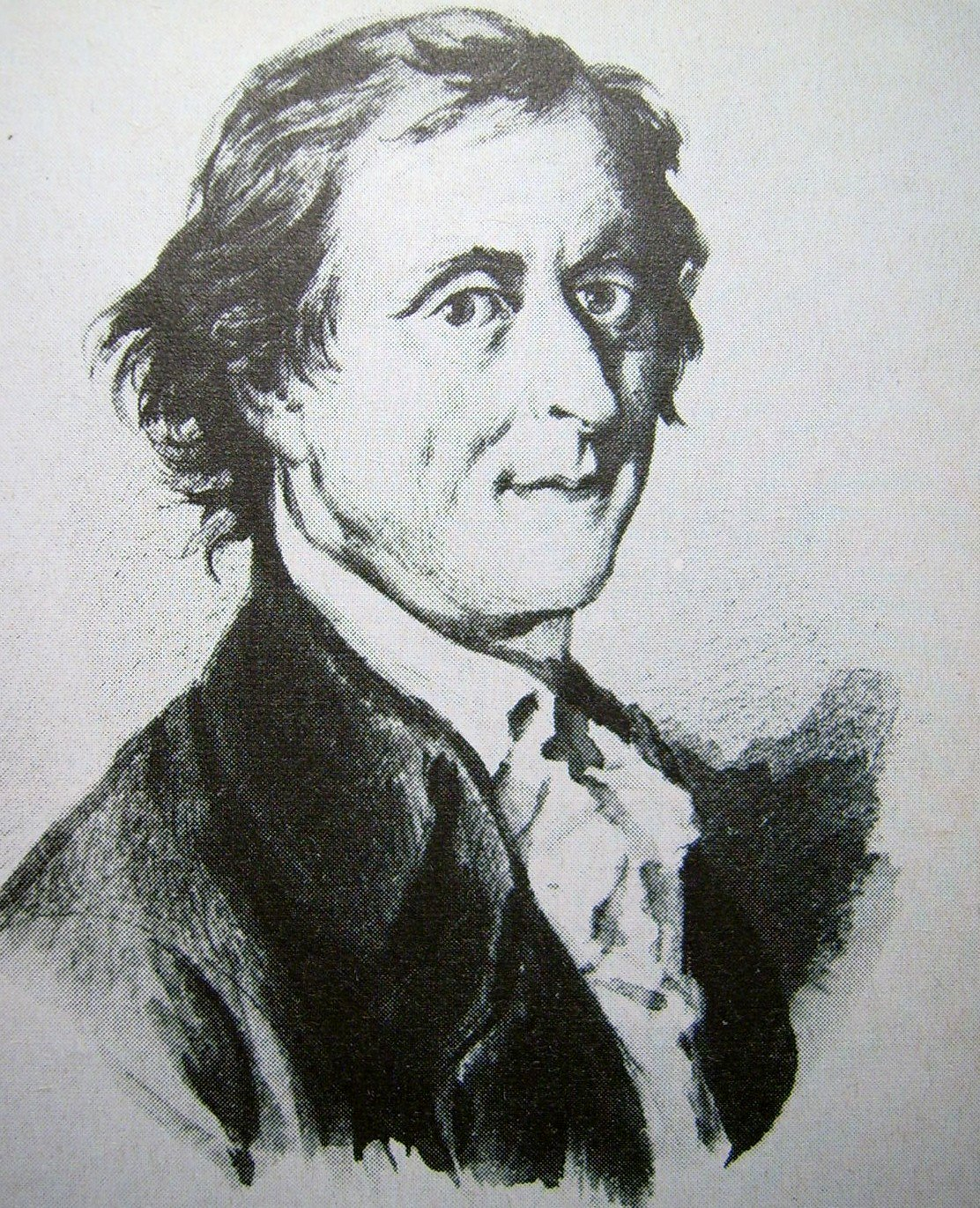
Franz Carl Achard (1753–1821)
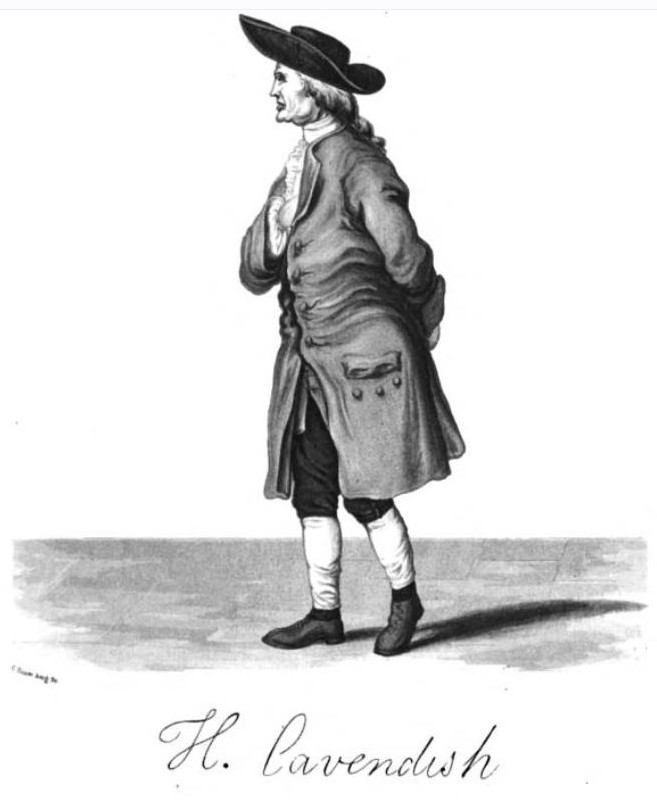
Henry Cavendish (1731–1810) mit Abbildung seiner Unterschrift. Titelblatt aus The Life of the Hon. Henry Cavendish.
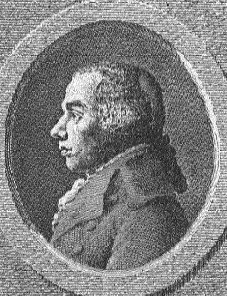
Friedrich Albrecht Carl Gren (1760–1798)
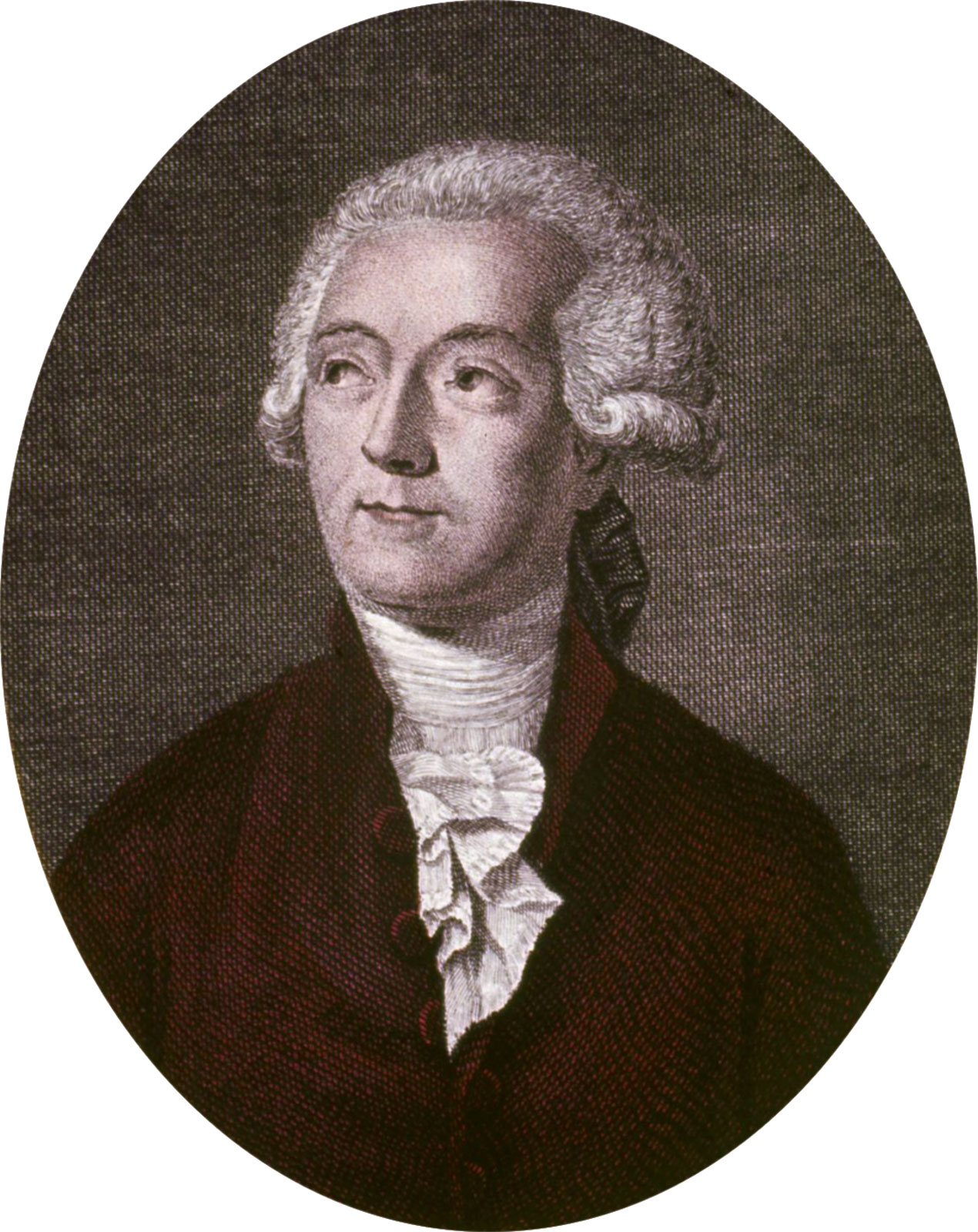
Antoine Laurent de Lavoisiers (1743–1794) Oxidationstheorie löste die Phlogistontheorie ab.
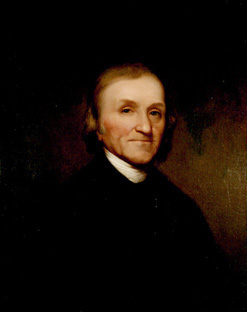
Joseph Priestley (1733–1804)
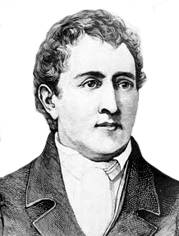
Carl Wilhelm Scheele (1742–1786) beschrieb 1771–1772 die Feuerluft oder späteren Sauerstoff
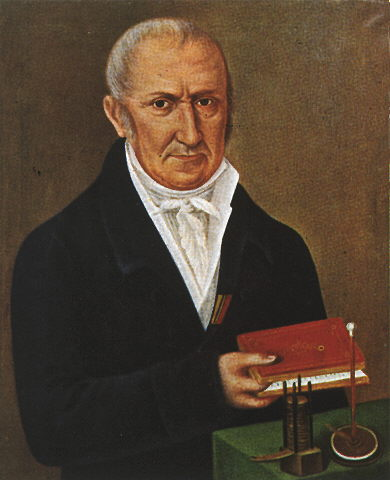
Alessandro Volta (1745–1827)

|           | Feuer                        | Phlogiston                       | Wasser                               | Heiße Luft                            | Phlogistisierte Luft                        | Inflammable Luft                                                           | Luftsäure                               | Metall                           | Metallkalk                  |
| --------- | ---------------------------- | -------------------------------- | ------------------------------------ | ------------------------------------- | ------------------------------------------- | -------------------------------------------------------------------------- | --------------------------------------- | -------------------------------- | --------------------------- |
| heute     | —                            | [Wärme]                          | Wasserstoff + Sauerstoff             | Sauerstoff                            | Stickstoff                                  | Wasserstoff                                                                | Kohlendioxid                            | Elemente                         | Metalloxid                  |
| Achard    | Freye Feuermaterie           | Ein besonderer Stoff             | —                                    | Mit Feuermaterie verbundenes Wasser   | —                                           | Elementarluft, Brennbares und Säure                                        | Elementarluft und eine besondere Säure  | Metallische Erde und Phlogiston  | Metallische Erde            |
| Cavendish | Freye Feuermaterie           | Ein besonderer Stoff             | Reine und inflammable Luft           | entbranntes Wasser                    | Salpetersäure mit Phlogiston                | —                                                                          | —                                       | Metallische Erde und Phlogiston  | Metallische Erde mit Wasser |
| Gren      | Freye Wärme und Lichtmaterie | Gebundene Wärme und Lichtmaterie | —                                    | Wärmematerie und Wasser               | Reine Luft mit Phlogiston                   | Wärmestoff, Wasser, Brennstoff, Säure (Vitriol-, Salz- oder Pflanzensäure) | Eine eigene phlogistisierte Säure       | Metallische Erde und Phlogiston  | Metallische Erde            |
| Lavoisier | Freye Feuermaterie           | —                                | Dephlogistierte und inflammable Luft | Feuermaterie und Sauerstoff           | Durch Feuermaterie veränderte Salpetersäure | —                                                                          | Sauerstoff und Kohlenstoff              | einfacher Stoff                  | Metall und Sauerstoff       |
| Priestley | Freye Feuermaterie           | Elementarstoff                   | Elementarstoff                       | —                                     | Reine Luft und Brennbares                   | Phlogiston an eine feine Erde gebunden                                     | Modificierte Vitriol- und Salpetersäure | Metall-Erde und inflammable Luft | Metallische Erde            |
| Scheele   | Phlogiston und Feuerluft     | Elementarstoff                   | Elementarstoff                       | Reine Luft und Brennbares             | Abänderung der Salpetersäure                | —                                                                          | —                                       | Metall-Erde und Phlogiston       | Metallische Erde und Wasser |
| Volta     | Freye Wärmematerie           | Gebundene Wärme mit Luftsäure    | Elementarstoff                       | Mit Brennbarem übersättigte Luftsäure | —                                           | Brennbare und Lebensluft                                                   | —                                       | Metallische Erde                 | —                           |

## Ablösung durch die Oxidationstheorie
Die Phlogistontheorie wurde Ende des 18. Jahrhunderts durch die Oxidationstheorie des Chemikers Antoine Lavoisier abgelöst. Zunächst wurde, u. a. auch von Lavoisier, die Kalorische Theorie entwickelt; auch sie ist eine überholte Theorie der Wärme. Sie postulierte eine kalorische Substanz, die unsichtbar sei, kein Gewicht besitze und sich zwischen den Molekülen aufhalte sowie Körpergrenzen durchdringe. Die „kalorische Substanz“ entwickele in sich selbst eine Abstoßungskraft, was erkläre, dass sie den Ausgleich von hoher zu niedriger Konzentration suche, d. h. vom wärmeren zum kälteren Körper fließe.
Sie wurde 1783 von Antoine Lavoisier eingeführt, wobei dieser auf Arbeiten von Joseph Black aufbaute. Georg Ernst Stahl und seine nachfolgenden Vertreter der Phlogistontheorie, d. h. alle Phlogistoniker, sahen im Phlogiston eine Substanz, die beim Verbrennen freigesetzt werde. Man bezeichnete etwa die Umwandlung von Metallen durch Erhitzen an Luft auch als Verkalken; es hieß, das Metall verliere Phlogiston. Umgekehrt werde das Phlogiston beim Erhitzen eines Erzes mit Kohle eben von letzterer, unter Bildung eines glänzenden Metalles, aufgenommen werden.
Lavoisier überzeugte sich als Skeptiker im Laufe seiner Experimente, dass die Stoffe beim Verbrennen (Oxidation) Sauerstoff binden. Durch die Korrektur der Theorie auf Basis der Ergebnisse seiner genauer gewordenen Experimente konnte er im Widerspruch zur herrschenden Meinung die heute anerkannte Deutung der Wirklichkeit ausbauen. Schließlich ließen sich aus diesem geänderten Verständnis weitere Gesetzmäßigkeiten ableiten, so zum Beispiel das von Joseph Louis Proust formulierte Gesetz der konstanten Proportionen (1797) oder das von John Dalton im Jahre 1805 erkannte Daltonsche Gesetz.

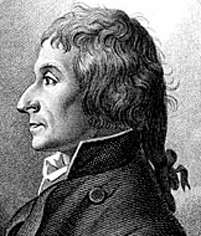
Joseph Louis Proust (1754–1826) gezeichnet von Ambroise Tardieu (1788–1841) um 1795

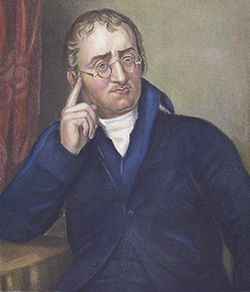
John Dalton (1766–1844)

Für die Erkenntnisentwicklung war die Stahlsche Phlogistontheorie eine Innovation. Zum einen begriff er, dass das Verbrennen eines Stoffes aus einer Reaktion zwischen zwei materiell verschiedenen Substanzen (modern gesprochen: aus einem chemischen Prozess) bestand; zum anderen erkannte er durch die von ihm eingeführten Experimente gleichzeitig deren Reversibilität oder Wechselseitigkeit. Ein Stoff A gibt das Phlogiston ab, ein anderer Stoff B nimmt es auf (Verbrennung, modern gesprochen: Oxidation). Andererseits kann Stoff B das aufgenommene Phlogiston wieder an Stoff A abgeben (Reduktion). Stahl entdeckte die wechselseitige Bedingtheit dieser Verbrennungs- (Oxidations-) und Reduktionsvorgänge.
Zum Widerspruch mit dieser Theorie führten bei den nachfolgenden Vertretern der Phlogistontheorie insbesondere die Vernachlässigung der gasförmigen Reaktionspartner dieser reversiblen Prozesse.
Das beobachtete Phänomen, welches sich auf die Gewichtszunahme der Metalle während der Verbrennung bezog, wurde letztlich von Lavoisier in einer Reihe verschiedener Versuche bestätigt und erklärt. Als Joseph Priestley im Jahre 1774 ein Gas entdeckte, welches vor allen andern fähig war, die Verbrennung zu unterhalten, erhielt die Kritik an der Phlogistontheorie indirekt eine weitere Unterstützung. Lavoisier zeigte, dass Priestleys Gas eines der Elemente der Luft war, und nannte es Oxygène (Sauerstoff). Von jetzt an war die Bedeutung der Luft während der Verbrennung eindeutig. Bei der Verbrennung werde nicht Phlogiston abgegeben, sondern Luft oder vielmehr deren Bestandteile absorbiert. Die Verbrennung war keine Zersetzung, sondern eine Verbindung, welche vor sich geht, indem ein gewisses Element der Luft mit dem brennbaren Körper fixiert wird. Dieser nimmt an Gewicht zu, indem er verbrennt (oxidiert), und die Gewichtszunahme ist genau dem Gewicht des hinzugetretenen gasförmigen Körpers gleich.
Lavoisier untersuchte die Gewichtsveränderungen verschiedener Stoffe bei Oxidation und bei Reduktion und entdeckte, dass das gerade aufgefundene Element Sauerstoff dabei die entscheidende Rolle spielt. Vergeblich versuchten die Verteidiger der Phlogistontheorie, so Henry Cavendish, Joseph Priestley und Carl Wilhelm Scheele selbst, die Theorie Stahls zu bewahren, indem sie dieselbe modifizierten und behaupteten, die Rolle der Luft bestehe darin, brennbaren Körpern das Phlogiston zu entziehen.
Lavoisier wies dadurch nach, dass
- sich beim Verbrennen von Metallen oder Schwefel diese mit Sauerstoff vereinigen,
- dabei so viel Sauerstoff verbraucht wird, wie in den entstandenen Oxiden enthalten ist,
- man, um Metalle aus den Oxiden wiederzugewinnen, nicht Phlogiston hinzufügen, sondern den Sauerstoff entfernen muss.

Betrachtet man die Kritik an der Phlogistontheorie etwa mit den Begriffen von Joseph Priestleys dephlogisticated air oder Antoine Laurent de Lavoisiers oxygène, so lassen sich beide Konzepte unschwer mit dem modernen Konzept der Redoxreaktion oder dem Lewis-Säure-Base-Konzept verbinden. Säuren sind Stoffe, die Kationen  abspalten oder Anionen oder Elektronen aufnehmen können, also Oxidationsmittel, die bei einer chemischen Reaktion dadurch reduziert werden. Rückübersetzt in die Theorie des Phlogistons entspräche dies einer Phlogistonaufnahme. Es sind somit Elektrophile und entsprechen elektrochemisch dem Pluspol (Anode) oder dem oxygène oder der dephlogisticated air. Für Basen gelten dann die reziproken Annahmen. Hier bedeutete dies in der Rückübersetzung eine Phlogistonabgabe.